# 40447 Lorenzoni
40447 Lorenzoni è un asteroide della fascia principale. Scoperto nel 1999, presenta un'orbita caratterizzata da un semiasse maggiore pari a 2,5486611 UA e da un'eccentricità di 0,2457420, inclinata di 4,28498° rispetto all'eclittica.
L'asteroide è dedicato all'astronomo italiano Giuseppe Lorenzoni.